# 1978
| 1978                                                         |
| ------------------------------------------------------------ |
| Dødsfald - Fødsler                                           |
| • Begivenheder • Film • Litteratur • Musik • Politik • Sport |

| Gregoriansk kalender | 1978 MCMLXXVIII         |
| Ab urbe condita      | 2731                    |
| Armensk kalender     | 1427 ԹՎ ՌՆԻԷ            |
| Kinesiske kalender   | 4674 – 4675 丁巳 – 戊午 |
| Etiopisk kalender    | 1970 – 1971             |
| Jødisk kalender      | 5738 – 5739             |
| Hindukalendere       |                         |
| - Vikram Samvat      | 2033 – 2034             |
| - Shaka Samvat       | 1900 – 1901             |
| - Kali Yuga          | 5079 – 5080             |
| Iransk kalender      | 1356 – 1357             |
| Islamisk kalender    | 1398 – 1399             |

Regerende dronning i Danmark: Margrethe 2. 1972-2024
Se også 1978 (tal)

## Begivenheder

### Udateret
- Nationalmuseets Claus Thykier finder og udgraver resterne af Ole Rømers lille astronomiske observatorium – Observatorium Tusculanum – nær ved Vridsløsemagle

### Januar
- 1. januar – 213 omkommer, da en Boeing 747 eksploderer kort efter start fra Bombay i Indien.
- 2. januar – SF's avis, Minavisen, udkommer under sit nye navn Socialistisk Dagblad
- 6. januar - USA leverer den gamle ungarske kongekrone tilbage til Ungarn
- 12. januar – Mere end 20 omkommer i den værste storm i Storbritannien i 25 år.
- 19. januar – Dommer William H. Webster udnævnes til direktør for FBI.
- 25. januar – Verdens ældste registrerede fuldblodshest ved navn Tango Duke døde. Den blev født i 1935, og blev således 42 år

### Februar
- 11. februar – Kina ophæver et forbud mod værker af Aristoteles, Shakespeare og Dickens.
- 15. februar – Rhodesias premierminister Ian D. Smith og tre sorte ledere bliver enige om overgangen til sort flertalsstyre
- 19. februar - en gruppe egyptiske soldater stormer et kapret cypriotisk fly i Larnaca-lufthavnen på Cypern, hvor to palæstinensiske terrorister holder besætningen og 11 andre som gidsler. Redningsaktionen mislykkes, da Cyperns myndigheder ikke var informeret og derfor skyder mod de angribende egyptere. 15 egyptiske soldater dræbes og resten tages til fange, men dagen efter udleveres de til Egypten. Hverken flykaprere eller gidsler kommer noget til

### Marts
- 7. marts – der afholdes kommunal- og amtsrådsvalg i Danmark
- 13. marts - i Holland tager sydmolukkanske terrorister 70 gidsler i en offentlig bygning og kræver frigivelse af kammerater fra hollandske fængsler.
- 16. marts – det amerikanske senat anerkender Panamakanalens neutralitetstraktat og stemmer ja til at overlade kontrollen med kanalen til Panama den 18. april 2000
- 16. marts – den tidligere italienske premierminister Aldo Moro bliver kidnappet af De røde brigader, som dræber fem bodyguards. Aldo Moro findes død den 9. maj
- 17. marts - supertankeren Amoco Cadiz forliser ud for Normandiet, og 230.000 tons olie forårsager Frankrigs værste forurening

### April
- 1. april - efter 90 års amatørfodbold i Danmark spilles den første professionelle turneringskamp. I Københavns Idrætspark vinder B.93 3-1 over AGF i landets bedste række, 1. division.
- 7. april - den amerikanske præsident Jimmy Carter indstiller videreudviklingen af neutronbomben
- 15. april - 45 omkommer og 100 kvæstes da et eksprestog og et godstog kolliderer på strækningen Bologna-Firenze i Italien
- 17. april - den afghanske politiker Mir Akbar Khyber myrdes, hvilket udløser et kommunistisk kup i Afghanistan

### Maj
- 1. maj – i Fælledparken i København fældes "Bombemanden" af sin egen bombe. Bombemanden viste sig at være en 19-årig gymnasieelev
- 17. maj - politiet finder kisten med Charlie Chaplins lig, som blev stjålet et par måneder forinden. Gerningsmændene er en polsk og en bulgarsk flygtning
- 20. maj - USA opsender Pioneer Venus 1, som fremstiller radarkort over Venus
- 22. maj - 36 fangere, der i 2 døgn har drevet rundt på en isflage ved Umanak, reddes med helikopter; 300 slædehunde må efterlades
- 25. maj - To S-tog kolliderer på Valby Langgade stationen. 25 passagerer bliver bragt til hospitalet, men kun en enkelt må indlægges
- 26. maj - Sporvejsmuseet Skjoldenæsholm indvies
- 26. maj - Valgretsalderen i Danmark nedsættes til 18 år
- 30. maj - Dronning Margrethe indvier den 1683 m lange Sallingsundbro mellem Mors og Salling

### Juni
- 2. juni - Boeing 747'eren, Japan Airlines Flight 123, laver en tailstrike ved landingen i Osaka, hvorved flyets hale bliver flået op af landingsbanen
- 11. juni - den amerikanske mormonkirke meddeler, at den har modtaget en åbenbaring, som ophæver 150 års forbud mod farvede medlemmer
- 15. juni - den 42-årige kong Hussein af Jordan vies til den 26-årige amerikanske Lisa Halaby
- 26. juni - en terrorbombe beskadiger Versailles

### August
- 4. august - Rigsrevisionen rapporterer om et katastrofalt rod på Det Kongelige Bibliotek og konstaterer, at der er begået tyverier af sjældne værker for mange millioner
- 6. august – Pave Paul VI dør i en alder af 80 år. Den nye pave, Pave Johannes Paul 1., 65 år, dør uventet efter 24 dage i embedet den 28. september. Han efterfølges af kardinal Karol Wojtyla fra Polen med pavenavnet Johannes Paul II den 16. oktober
- 12. august - Kina og Japan underskriver en historisk freds- og venskabsaftale i Peking
- 18. august - Nakskov Skibsværft afskediger 800 af sine 1.900 ansatte
- 28. august - Anker Jørgensen danner en SV regering
- 30. august - i et historisk samarbejde på tværs af Folketingssalen danner Socialdemokratiet og Venstre regering under Anker Jørgensen

### September
- 5. september - i Camp David starter forhandlinger om Mellemøsten mellem Jimmy Carter, Anwar Sadat og Menachem Begin
- 11. september - Georgi Markov, en bulgarsk afhopper myrdes i London. En bulgarsk hemmelig agent stikker ham med en forgiftet paraplyspids. Markov falder i koma og dør 4 dage senere
- 15. september - filmen Grease har premiere i biografen

- 17. september – Camp David fredsaftalen mellem Israel og Egypten underskrives.
- 19. september – under en storm vælter den 16 meter høje Skarreklit i havet ud for Bulbjerg
- 19. september - ved en folkeafstemning stemmer et dansk flertal ja til at valgretsdagen nedsættes til 18 år
- 25. september - i San Diego i Californien kolliderer et lille sportsfly og en Boeing 727 under indflyvningen til lufthavnen. 46 omkom i den til da værste ulykke i amerikansk flyvnings historie

### Oktober
- 1. oktober - Tuvalu bliver selvstændig
- 13. oktober - efter et nyt forlig om folkeskolen vedtager Folketinget at afskaffe latinprøven som adgangskrav til det sproglige gymnasium
- 16. oktober - den polske kardinal Karol Wojtyla vælges til pave under navnet Johannes Paul 2. Han bliver første ikke-italienske pave siden 1523 og den yngste i det 20. århundrede.

### November
- 1. november - Folketinget vedtager loven om hjemmestyre for Grønland. Grønland overgår til hjemmestyre fra den 1. maj 1979
- 3. november - Ugandas præsident Idi Amin tilbyder at afgøre grænsestrid med Tanzania ved boksekamp mellem de 2 præsidenter
- 5. november - Østrig siger nej til atomkraft ved folkeafstemning
- 11. november - DR sender første afsnit af tv-serien Matador
- 19. november - tæt på 900 medlemmer af sekten Folkets Tempel begår selvmord
- 18. november – Præsten Jim Jones's trossamfund begår masseselvmord i Jonestown i Guyana
- 26. november - Kina indfører en skrap børnebegrænsningspolitik, hvor der kun tillades ét barn pr. familie
- 27. november – PKK (Kurdistans Arbejderparti; kurdisk: Partiya Karkerên Kurdistanê) grundlægges officielt under ledelse af Abdullah Öcalan

### December
- 21. december- Lensgreve Hans Schack tilbyder prins Joachim sit gods Schackenborg
- 22. december - efter at Ritz-sagen har kørt i pressen i nogle uger, bliver Ritt Bjerregaard fyret som undervisningsminister
- 27. december - Spanien bliver et demokrati efter 40 år med diktatorisk styre
- 28. december – en kraftig og langvarig snestorm lammer det sydlige Danmark og DMI registrerer vindstød af stormstyrke ved Als fra øst (Snestormen 1978/1979)

## Født

### Januar
- 5. januar – Emilia Rydberg, svensk sangerinde.
- 5. januar – January Jones, amerikansk skuespillerinde.
- 17. januar – Thomas Evers Poulsen, dansk danser.
- 24. januar – Kristen Schaal, amerikansk skuespillerinde.
- 25. januar – Volodymyr Zelenskyj, ukraiensk præsident.
- 26. januar – Morten Hyldgaard, dansk fodboldspiller.
- 26. januar – Corina Morariu, amerikansk tennisspiller.
- 28. januar – Gianluigi Buffon, italiensk fodboldspiller.

### Februar
- 1. februar – Esben Pretzmann, dansk komiker.
- 7. februar – Ashton Kutcher, amerikansk skuespiller.
- 17. februar – Ashton Holmes, amerikansk skuespiller.
- 26. februar – Abdoulaye Diagne-Faye, senegalesisk fodboldspiller.

### Marts
- 1. marts – Jensen Ackles, amerikansk skuespiller.
- 11. marts – Didier Drogba, ivoriansk fodboldspiller.
- 13. marts – Tom Danielson, amerikansk cykelrytter.
- 16. marts – Brooke Burns, amerikansk skuespillerinde og model.
- 21. marts – Silas Utke Graae Jørgensen dansk trommeslager i Mew.
- 23. marts – Perez Hilton, amerikansk tv-personlighed.

### April
- 3. april – Matthew Goode, engelsk skuespiller.
- 7. april – Duncan James, engelsk skuespiller og sanger.
- 12. april – Guy Berryman, skotsk sanger og musiker.
- 19. april – Mira Wanting, dansk skuespillerinde (død 2012).
- 19. april – James Franco, amerikansk skuespiller.
- 21. april – Jukka Nevalainen, finsk trommeslager.
- 30. april – Joachim Boldsen, dansk håndboldspiller.

### Maj
- 3. maj – Julian Plenti, britisk musiker.
- 8. maj – Lúcio, brasiliansk fodboldspiller.
- 12. maj – Jason Biggs, amerikansk skuespiller.
- 15. maj – David Krumholtz, amerikansk skuespiller.
- 15. maj – Caroline Dhavernas, canadisk skuespillerinde.
- 22. maj – Ginnifer Goodwin, amerikansk skuespillerinde.

### Juni
- 2. juni – Dominic Cooper, engelsk skuespiller.
- 6. juni – Louise Wolff, dansk tv-vært.
- 13. juni – Ethan Embry, amerikansk skuespiller.
- 19. juni – Zoë Saldaña, amerikansk skuespillerinde.
- 20. juni – Frank Lampard, engelsk fodboldspiller.
- 29. juni – Nicole Scherzinger, amerikansk sangerinde og skuespillerinde.

### Juli
- 6. juli - Nick Culkin, engelsk fodboldmålmand.
- 21. juli - Josh Hartnett, amerikansk skuespiller.

### August
- 18. august – Andy Samberg, amerikansk skuespiller.
- 23. august – Kobe Bryant, amerikansk basketballspiller (død 2020).

### September
- 4. september – Michael V. Knudsen, dansk håndboldspiller.
- 21. september – Paulo Costanzo, amerikansk skuespiller.
- 28. september – Rikke Lylloff, dansk skuespillerinde.

### oktober
- 9. oktober – Nicky Byrne, medlem af det irske boyband Westlife.
- 12. oktober – Baden Cooke, australsk cykelrytter, Team Saxo Bank.

### November
- 3. november – Tim McIlrath, amerikansk rockmusiker.
- 17. november – Rachel McAdams, canadisk skuespillerinde.

### December
- 6. december – Mijailo Mijailović, serbisk-svensk morder.
- 10. december – Summer Phoenix, amerikansk skuespillerinde.
- 11. december – Laus Høybye, dansk skuespiller.
- 13. december – Mathilde Gersby Rasmussen, tidligere dansk barneskuespiller (død 2016).
- 18. december – Katie Holmes, amerikansk skuespillerinde.
- 28. december – John Legend, amerikansk sanger og sangskriver

## Dødsfald

### Januar
- 5. januar - Nathalie Krebs, dansk kunsthåndværker (født 1895).
- 13. januar – Hubert Humphrey, amerikansk vicepræsident og senator (født 1911).
- 14. januar – Kurt Gödel, amerikansk matematiker (født 1906).
- 23. januar – Terry Kath, amerikansk guitarist i Chicago (født 1946) - vådeskudsulykke.

### Februar
- 11. februar – James B. Conant, dekan på Harvard University (født 1893).
- 22. februar – Ernest Palmer, amerikansk filmfotograf (født 1885).

### Marts
- 1. marts – Arne Sørensen, dansk politiker (født 1906).
- 13. marts – John Cazale, amerikansk skuespiller (født 1935).
- 17. marts - Malvina Reynolds, amerikansk folkesanger, blues-sanger og sangskriver (født 1900).
- 18. marts – Willy Falck Hansen, dansk cykelrytter (født 1906).
- 22. marts – Jens Sønderup, dansk politiker og minister (født 1894).
- 25. marts – Ego Brønnum-Jacobsen, dansk skuespiller (født 1905).
- 27. marts – Vilhelm Fibiger, dansk politiker (født 1886).

### April
- 28. april – Evan Klamer, dansk cykelrytter (født 1923).

### Maj
- 6. maj – Knud Lauritzen, dansk skibsreder (født 1904).
- 12. maj – Jens Kruuse, dansk forfatter og litteraturhistoriker (født 1908).
- 15. maj – Robert Menzies, australsk politiker (født 1894).
- 19. maj – Carl "Skomager" Hansen, dansk fodboldspiller (født 1898).
- 26. maj – Carl Iversen, dansk nationaløkonom, rektor og professor (født 1899).
- 31. maj – Hannah Höch, tysk grafiker (født 1889).
- 31. maj – József Bozsik, ungarsk fodboldlandsholdsspiler (født 1925).

### Juni
- 2. juni - Niels Lichtenberg, dansk civilingeniør og redaktør (født 1902).
- 8. juni - Carl Madsen, dansk advokat og kommunist (født 1903)
- 18. juni – Axel Maar, kgl. dansk bygningsinspektør og arkitekt (født 1888).
- 22. juni – Jens Otto Krag, dansk politiker (født 1914).

### Juli
- 28. juli – Carl Lorentzen, dansk skibsreder og artist (født 1908).
- 29. juli – Wesley La Violette, amerikansk komponist (født 1894).

### August
- 6. august – Pave Paul 6., pave (født 1897).
- 28. august – Robert Shaw, engelsk skuespiller (født 1927).

### September
- 6. september – Adolf Dassler, tysk grundlægger (født 1900).
- 7. september – Keith Moon, engelsk trommeslager i The Who (født 1947).
- 9. september – Jack Warner, canadisk-amerikansk filmproducer og grundlægger (født 1892).
- 11. september – Georgi Markov, bulgarsk forfatter (født 1929) - myrdet.
- 11. september – Ronnie Peterson, svensk Formel-1 kører (født 1944).
- 15. september – Willy Messerschmitt, tysk flykonstruktør og flyfabrikant (født 1898).
- 26. september – Manne Siegbahn, svensk fysiker og nobelprismodtager (født 1886).
- 28. september – Pave Johannes Paul 1., pave (født 1912).
- 28. september – Aksel Dahlerup, dansk journalist og radiodirektør (født 1897).

### Oktober
- 5. oktober – May Warden, engelsk skuespiller (født 1891).
- 9. oktober – Jacques Brel, belgisk sanger og skuespiller (født 1929).
- 16. oktober – Edgar Kant, estisk geograf. (født 1902).

### November
- 2. november – Ib Henrik Cavling, dansk forfatter (født 1918).
- 7. november – Gene Tunney, amerikansk bokser og verdensmester i sværvægt (født 1897).
- 15. november – Margaret Mead, amerikansk antropolog (født 1901).
- 20. november – Jens August Schade, dansk forfatter (født 1903).
- 24. november – C.A. Bodelsen, dansk litteraturforsker (født 1894).

### December
- 8. december – Golda Meïr, israelsk politiker (født 1898).
- 10. december – Asbjørn Andersen, dansk skuespiller (født 1903).
- 10. december – Edward D. Wood jr., amerikansk filminstruktør og -producer (født 1924).
- 11. december – A.C. Normann, dansk politiker (født 1904).
- 20. december – Ole Wisborg, dansk skuespiller (født 1925).
- 27. december – Houari Boumedienne, algiersk præsident (født 1932).
- 28. december – Harald Herdal, dansk forfatter (født 1900).

## Sport
- 15. januar – Super Bowl XII Dallas Cowboys (27) besejrer Denver Broncos (10)
- 31. januar - Cykelrytteren Hans-Henrik Ørsted sætter verdensrekord på 5 km, med tiden 6.02,574. i Forum på Frederiksberg
- 8. februar - det danske herrelandshold i fodbold taber 2-0 til Israel, i Israel[1]
- 15. februar - Bokseren Leon Spinks besejerer sensationelt Muhammad Ali i en kamp om verdensmesterskabet i sværvægt
- 27. april – Jørgen Hansen genvinder sit europamesterskab i weltervægt, da han i Randers stopper den forsvarende mester Alain Marion i 6. omgang
- 17. maj – Cykellegenden Eddy Merckx stopper karrieren
- 24. maj - det danske herre fodboldlandshold spiller 3-3 med Irland i Københavns Idrætspark[2]
- 31. maj - det danske herre fodboldlandshold vinder 2-1 over Norge på Ullevaal
- 25. juni – Argentina vinder VM i fodbold på hjemmebane
- 28. juni - det danske herrelandshold i fodbold spiller 0-0 med Island i Reykjavik[3]
- 16. august - i en fodboldvenskabskamp mod Sverige i Idrætsparken vinder Danmark 2-1 ved mål af Benny Nielsen og Per Røntved[4]
- 18. august – Jørgen Hansen taber for 2. gang sit europamesterskab på diskvalifikation, da han i Østrig bliver dømt taber mod Joseph Pachler
- 27. august - ved VM i landevejscykling for professionelle vinder Jørgen Marcussen bronze
- 15. september - som den første sværvægtsbokser gennem tiderne genvinder Muhammad Ali verdensmesterskabet for anden gang, da han for et rekordstort publikum i New Orleans' Superdome pointbesejrer Leon Spinks
- 20. september - det danske herrelandshold i fodbold taber 3-4 til England i Københavns Idrætspark[5]
- 11. oktober - i en EM-kvalifikationskamp i Idrætsparken spiller Danmarks fodboldlandshold 2-2 mod Bulgarien. De danske mål bliver scoret af Benny Nielsen og Søren Lerby[6]
- 25. oktober - Danmark taber i Belfast 2-1 til Nordirland i fodbold[7]
- 28. november - i Forum København sætter Hans-Henrik Ørsted ny verdensrekord i 10 km indendørs cykling

- Commonwealth Games afholdes i Edmonton i Canada.
- Ole Kjær (Esbjerg fB) bliver årets spiller i fodbold
- Vejle Boldklub bliver Danske Mestre i fodbold

## Musik
- 17. februar – Kate Bush udgiver sit debutalbum The Kick Inside
- Dansk Melodi Grand Prix sendes for første gang siden 1966. Sejren går til Mabel med nummeret 'Boom Boom'
- 22. april – Efter 12 års pause, deltager Danmark igen i den 23. årlige udgave af Eurovision Song Contest. Konkurrencen vindes af Israel med sangen "A-Ba-Ni-Bi" af Izhar Cohen & the Alphabeta
- juni – Dire Straits debuterer med albummet Dire Straits
- 21. juni - Musicalen Evita har premiere i London
- 21. august – Gasolin' opløses og spiller deres sidste koncert i Folkets Park i Malmö i Sverige
- 13. november – Kate Bush udgiver Lionheart
- Shu-bi-dua udsender deres 5. LP 78'eren

## Nobelprisen
- Fysik – Pyotr Leonidovich Kapitsa, Arno Allan Penzias, Robert Woodrow Wilson.
- Kemi – Peter D. Mitchell.
- Medicin – Werner Arber, Daniel Nathans, Hamilton O Smith.
- Litteratur – Isaac Bashevis Singer.
- 27. oktober - Fred – Mohamed Anwar Al-Sadat og Menachem Begin
- Økonomi – Herbert Simon.